# Kauai

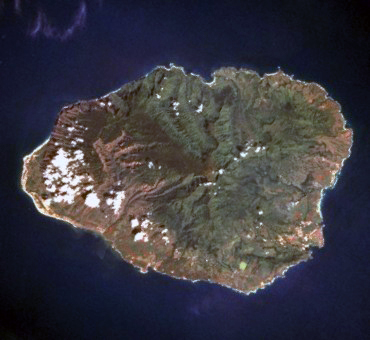
Kauai nhìn từ không gian

Vị trí của Kauai ở Hawaii

Kauai là đảo lâu đời nhất của quần đảo Hawaii. Với diện tích 562,3 dặm vuông (1,456.4 km2), đây là đảo lớn thứ 4 trong các hòn đảo thuộc quần đảo Hawaii và đảo lớn thứ 21 tại Hoa Kỳ. Được biết đến với tên "Garden Isle", Kauai nằm 105 dặm (170 km) Kauaʻi Channel, phía tây bắc của đảo Oahu.
Cục Điều tra Dân số Hoa Kỳ định nghĩa Kuai là Kauai Tracts 401 đến 409 của quận Kauai, Hawaii, là tất cả toàn bộ quận ngoại trừ các đảo Kaula, Lehua, và Niihau. Dân số của Kuai theo điều tra dân số năm là 65.689 người. Du lịch là ngành kinh tế lớn nhất của Kauai. Trong năm 2007, 1.271.000 du khách đã đến Kauai. Hai nhóm lớn nhất là từ lục địa Hoa Kỳ (84% du khách) và Nhật Bản (3%).

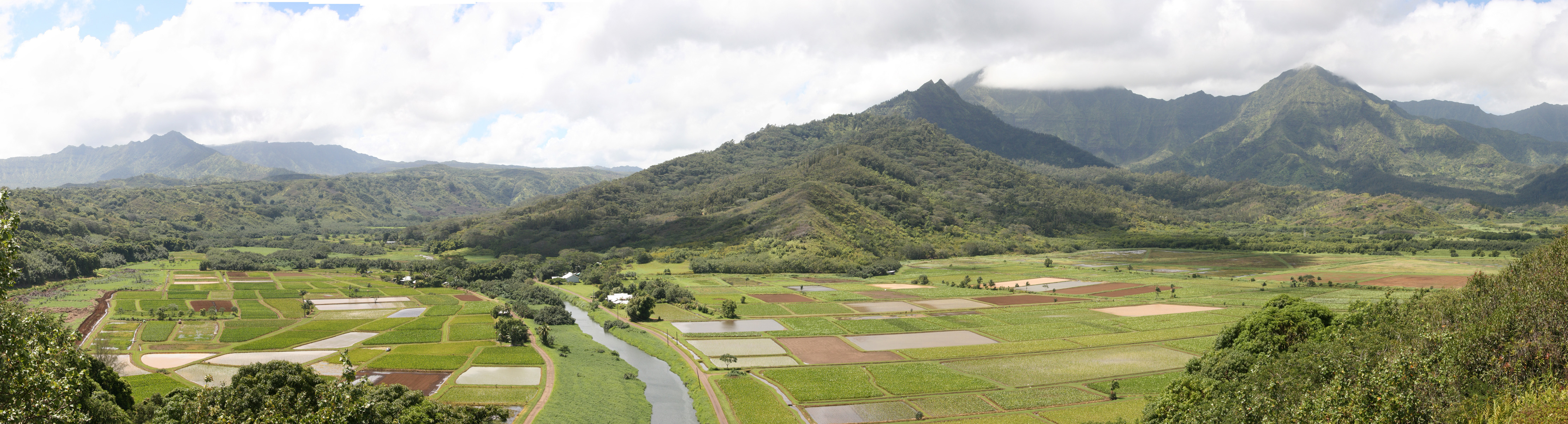
Một điểm ở Thung lũng Hanalei ở Bắc Kauai. Sông Hanalei chạy qua thung lũng và 60% khoai môn của Hawaii được ở đây.

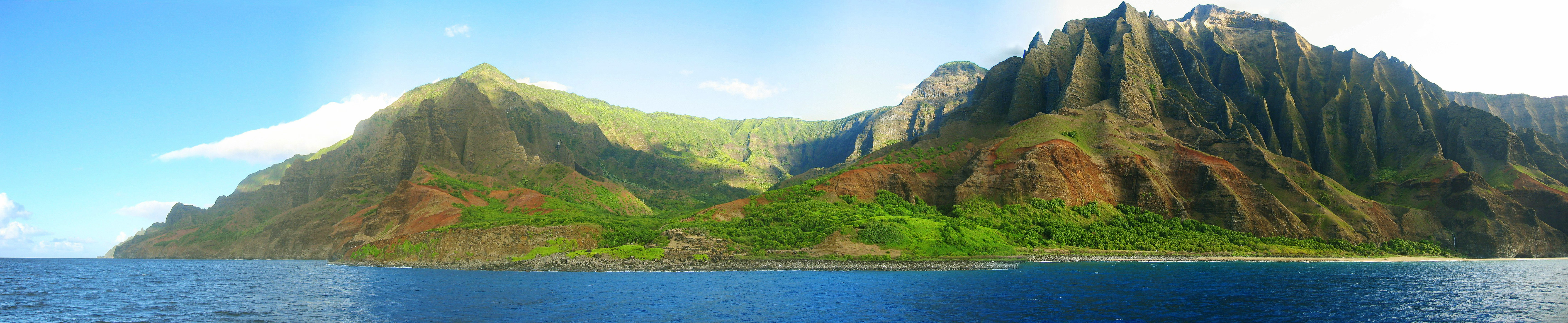
Bờ biển Na Pali nhìn từ đại dương. Đây là một phần của Công viên Bờ biển Quốc gia Na Pali rộng 20km² (6.175 mẫu Anh) nằm ở phía tây bắc của Kauai.

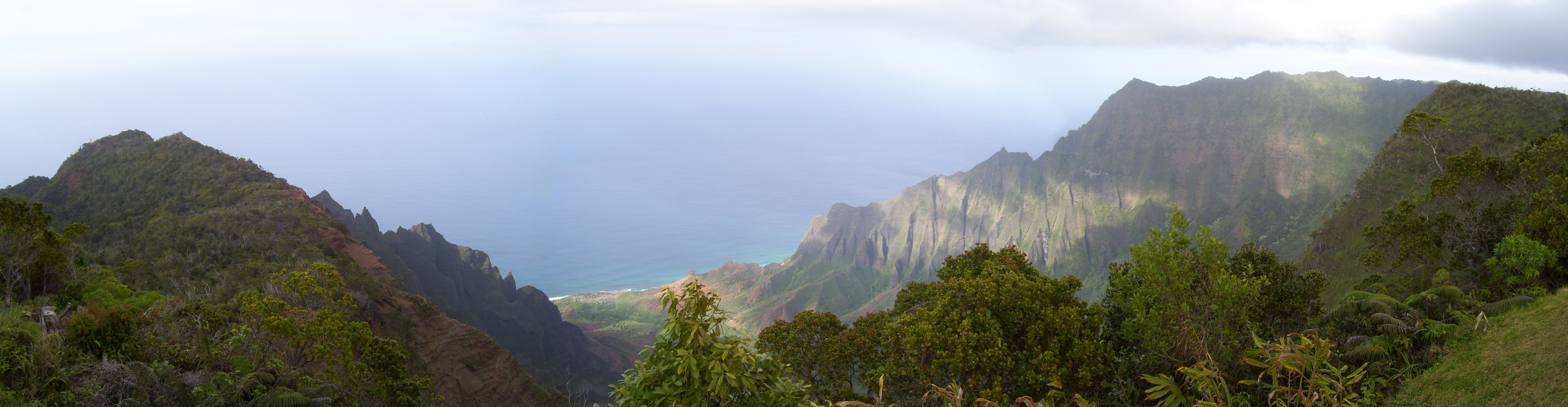
Thung lũng Kalalau ở gần Na Pali